# Franz Statz

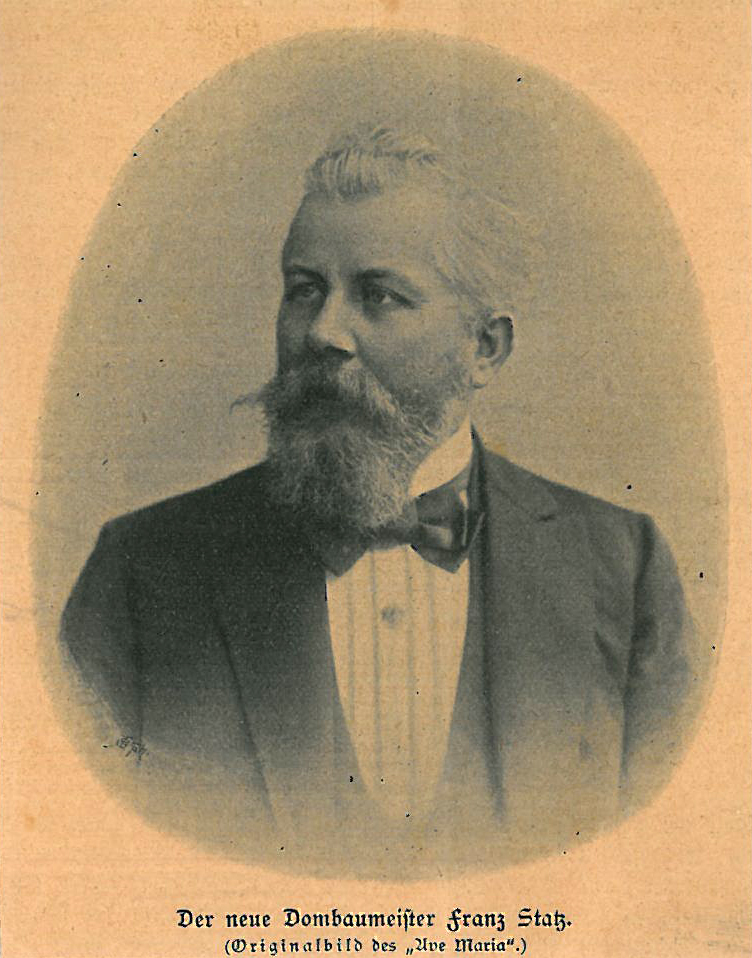
Dombaumeister Franz Statz (um 1909)

Franz Statz (* 1. Dezember 1848 in Köln; † 17. Juni 1930 ebenda; vollständiger Name: Franz Anton Hubert Statz) war ein deutscher Architekt und Dombaumeister in Linz an der Donau.

## Leben
Als Sohn des Kölner Architekten Vincenz Statz trat Franz Statz mit Schulabschluss zunächst in dessen Atelier ein. Hieran schloss er ein Architekturstudium in Berlin und eine mehrjährige Tätigkeit bei einer dortigen Baubehörde an. Bis zu dem frühen Tod seines älteren Bruders Jean (1846–1887) war er daneben auch als Lehrer an der Berliner Bauakademie tätig, kehrte dann aber nach Köln in das väterliche Atelier zurück, das er um 1889/1890 auch übernahm. In Köln wirkte Statz von 1897 bis 1902 wie zuvor sein Vater als Diözesanbaumeister, anschließend als Erzdiözesanbaurat, und war zugleich bis 1909 in dessen zweiter Nachfolge Dombaumeister in Linz. 
Erzdiözesanbaurat Franz Statz konnte auf ein umfängliches Œuvre, insbesondere im Rheinland zurückblicken. In Bad Honnef ließ er sich 1901 die Villa Frankenweg 46 bauen. Er war mit der 1931 verstorbenen Luise Statz geb. Bigge verheiratet und hatte mit ihr mehrere Kinder, darunter den preußischen Verwaltungsbeamten Karl Statz. Die Grabstätte der Eheleute befindet sich auf dem Kölner Melaten-Friedhof.

## Ehrungen
- Charakter als Geheimer Baurat
- 1911: Offizierskreuz des Kaiserlich Österreichischen Franz-Joseph-Ordens[5]

## Bauten und Entwürfe (Auswahl)
| Jahr                 | Bild | Ort             | Objekt                                                | Bundesland          | Kommentar                                                                                                |
| -------------------- | ---- | --------------- | ----------------------------------------------------- | ------------------- | --- |
| 1882–1883            |      | Neuruppin       | Katholische Pfarrkirche: Herz Jesu                    | Brandenburg         | |
| 1887                 |      | Dormagen        | Katholische Pfarrkirche: St. Michael                  | Nordrhein-Westfalen | 1970 bis auf wenige Reste abgerissen.                                                                    |
| 1889                 |      | Köln            | Katholische Pfarrkirche: Herz Jesu                    | Nordrhein-Westfalen | Nicht ausgeführter Wettbewerbsentwurf (gemeinsam mit seinem Vater; prämiert mit dem 2. Preis)            |
| 1890                 |      | Etzweiler       | Katholische Pfarrkirche: St. Hubertus                 | Nordrhein-Westfalen | Erweiterung um Querschiff und Chor, 2002 abgerissen.                                                     |
| 1891–1893            |      | Endenich        | Katholische Pfarrkirche: St. Maria Magdalena          | Nordrhein-Westfalen | |
| 1890–1891, 1896–1898 |      | Buir            | Katholische Pfarrkirche: St. Michael                  | Nordrhein-Westfalen | 1890–1891 Erbauung von Chor, Querschiff und Sakristeien, 1896–1898 Errichtung von Kirchenschiff und Turm |
| 1896                 |      | Bad Godesberg   | Katholische Pfarrkirche: St. Marien                   | Nordrhein-Westfalen | Erweiterung der Kirche                                                                                   |
| 1896–1898            |      | Echtz           | Katholische Pfarrkirche: St. Michael                  | Nordrhein-Westfalen | |
| 1897                 |      | Bad Arolsen     | Katholische Pfarrkirche: St. Johannes Baptist         | Hessen              | |
| 1898                 |      | Bleibuir        | Katholische Pfarrkirche: St. Agnes                    | Nordrhein-Westfalen | Bau des Glockenturms                                                                                     |
| 1898                 |      | Grevenbroich    | Katholische Pfarrkirche: St. Peter und Paul           | Nordrhein-Westfalen | |
| 1898–1899            |      | Köln-Longerich  | Katholische Pfarrkirche: St. Dionysius                | Nordrhein-Westfalen | |
| 1898–1900            |      | Manheim         | Katholische Pfarrkirche: St. Albanus und Leonhardus   | Nordrhein-Westfalen | Die Kirche wurde am 18. Mai 2019 profaniert, das Bauwerk soll dem Tagebau Hambach weichen.               |
| 1902                 |      | Rüngsdorf       | Katholische Pfarrkirche: St. Andreas                  | Nordrhein-Westfalen | Nur Chor und Querhaus erhalten.                                                                          |
| 1902–1903            |      | Birgel          | Katholische Pfarrkirche: St. Martinus                 | Nordrhein-Westfalen | |
| 1904                 |      | Holzmülheim     | Katholische Kapelle: Kreuzerhöhung                    | Nordrhein-Westfalen | Erweiterung um Querschiff und Chor.                                                                      |
| 1904–1905            |      | Boich           | Katholische Pfarrkirche: St. Gereon                   | Nordrhein-Westfalen | |
| 1905–1906            |      | Steckenborn     | Katholische Pfarrkirche: St. Apollonia                | Nordrhein-Westfalen | [ 6 ] |
| 1906                 |      | Köln-Ostheim    | Katholische Pfarrkirche: St. Servatius                | Nordrhein-Westfalen | |
| 1906–1907            |      | Kleinbüllesheim | Katholische Pfarrkirche: St. Peter und Paul           | Nordrhein-Westfalen | |
| 1906–1907            |      | Thum            | Katholische Filialkirche: St. Fides, Spes und Caritas | Nordrhein-Westfalen | |
| 1908                 |      | Kaulhausen      | Katholische Kapelle: St. Wendelinus                   | Nordrhein-Westfalen | |
| 1906–1909            |      | Köln-Sülz       | Katholische Pfarrkirche: St. Nikolaus                 | Nordrhein-Westfalen | |
| 1910                 |      | Udenbreth       | Katholische Pfarrkirche: St. Hubertus                 | Nordrhein-Westfalen | Nur Außenmauern erhalten, Zerstörung im Zweiten Weltkrieg.                                               |
| 1910–1911            |      | Schüller        | Katholische Pfarrkirche: St. Paulus                   | Rheinland-Pfalz     | |
| 1911                 |      | Birkesdorf      | Katholische Pfarrkirche: St. Peter                    | Nordrhein-Westfalen | Erweiterung um Querschiff und Chor. Nur der Chor ist erhalten.                                           |
| 1913                 |      | Köln-Ehrenfeld  | Kirchturm der Pfarrkirche St. Joseph                  | Nordrhein-Westfalen | |